# سیارک ۱۳۸۶
سیارک ۱۳۸۶ (به انگلیسی: 1386 Storeria، نامگذاری:1935PA) هزار و سیصد و هشتاد و ششمین سیارک کشف شده‌است که در ۲۸ ژوئیه ۱۹۳۵ و در رصدخانه سایمیز کشف شد.
قدر مطلق سیارک برابر ۱۲٫۶۰ است.